# Carl Monssen
Carl Henrik Monssen, norveški veslač, * 13. julij 1921, Bergen, Norveška, † 25. februar 1992, Bergen.
Monssen je za Norveško nastopil na Poletnih olimpijskih igrah 1948 v Londonu, kjer je z osmercem osvojil bronasto medaljo. Na Evropskem prvenstvu v veslanju 1949 je v četvercu brez krmarja osvojil bronasto medaljo.